# Kruškovac (Gospić)
Kruškovac is een plaats in de gemeente Gospić in de Kroatische provincie Lika-Senj. De plaats telt 11 inwoners (2001).